# Chrysolina inflata
Chrysolina inflata é uma espécie de artrópode pertencente à família Chrysomelidae.